# República Dominicana en los Juegos Olímpicos de París 2024
La República Dominicana estuvo representada en los Juegos Olímpicos de París 2024 por un total de 58 deportistas, 33 hombres y 25 mujeres, que compitieron en 13 deportes.
Los portadores de la bandera en la ceremonia de apertura fueron el gimnasta Audrys Nin Reyes y la atleta Marileidy Paulino.

## Medallistas
El equipo olímpico dominicano obtuvo las siguientes medallas:
| Nombre                  | Deporte   | Competición |
| ----------------------- | --------- | ----------- |
| Oro                     |           |             |
| Marileidy Paulino       | Atletismo | 400 m F     |
| Plata                   |           |             |
| —                       |           |             |
| Bronce                  |           |             |
| Yunior Alcántara Reyes  | Boxeo     | 51 kg M     |
| Cristian Javier Pinales | Boxeo     | 80 kg M     |